# Wave of Mutilation: Best of Pixies
| Recensione       | Giudizio |
| ---------------- | -------- |
| AllMusic         | [ 1 ]    |
| Blender          | [ 2 ]    |
| Drowned in Sound | [ 3 ]    |
| NME              | [ 4 ]    |
| Pitchfork        | [ 5 ]    |
| Robert Christgau | A        |
| Uncut            | [ 7 ]    |

Wawe of Mutilation: Best of Pixies è una raccolta del gruppo musicale statunitense Pixies, pubblicato il 3 maggio 2004 dalla 4AD.
L'album racchiude 23 tra i maggiori successi dei Pixies.

## Tracce
Testi e musiche di Black Francis, eccetto dove indicato.
1. Bone Machine – 3:03
2. Nimrod's Son – 2:16
3. Holiday Song – 2:15
4. Caribou – 3:14
5. Broken Face – 1:29
6. Gigantic (Single version) – 3:14 (Mrs. John Murphy/Black Francis)
7. Vamos (Surfer Rosa version) – 4:18
8. Hey – 3:28
9. Monkey Gone to Heaven – 2:55
10. Debaser – 2:51
11. Gouge Away – 2:42
12. Wave of Mutilation (Doolittle version) – 2:03
13. Here Comes Your Man – 3:21
14. Tame – 1:56
15. Where Is My Mind? – 3:53
16. Into the White – 4:39
17. Velouria – 3:40
18. Allison – 1:17
19. Dig for Fire – 3:02
20. U-Mass – 3:00
21. Alec Eiffel – 2:47
22. Planet of Sound – 2:06
23. Winterlong – 3:08 (Neil Young)

Durata totale: 66:37

## Formazione
Pixies
- Black Francis – voce, chitarra
- Kim Deal – basso, voce
- Dave Lovering – batteria
- Joey Santiago – chitarra solista

Produttori
- Steve Albini – Tracce 1, 5, 7, 15
- Gary Smith – Tracce 2–4, 16, 23
- Gil Norton – Tracce 6, 8–14, 17–22